# 19-й егерский полк
19-й егерский полк

## Места дислокации
В 1820 году из Бобруйска переведён в м. Белую Церковь. Второй батальон полка на поселении в Могилевской губернии

## Формирование полка
Сформирован 17 мая 1797 г. как 20-й егерский полк, с 1798 по 1801 г. именовался по шефам, 31 марта 1801 г. назван 19-м егерским. По упразднении егерских полков 28 января 1833 г. все три батальона были присоединены к Муромскому пехотному полку. В 1863 г. вторая половина Муромского полка пошла на формирование Волжского пехотного полка, в котором были сохранены старшинство и знаки отличия 19-го егерского полка.

## Кампании полка
Оба действующие батальона состояли в 24-й пехотной дивизии 6-го корпуса 1-й Западной армии и в 1812 г. приняли участие в сражениях против французов; гренадерская рота 2-го батальона состояла во 2-й сводно-гренадерской дивизии 8-го корпуса 2-й Западной армии; запасной батальон был в гарнизоне Бобруйска.
В 1828—1829 г. полк с отличием участвовал в войне против турок на Европейском театре.

## Знаки отличия полка
19-й егерский полк имел следующие знаки отличия: полковое Георгиевское знамя с надписью «За оборону Правод против Турецкой армии в 1829 году», пожалованное 6 апреля 1830 г.; знаки на головные уборы для нижних чинов с надписью «За отличие», пожалованные 19 ноября 1814 г. за кампании против Наполеона в 1812 и 1813—1814 гг.; серебряные трубы с надписью «За храбрость против французов при Краоне и Лаоне», пожалованные 13 апреля 1816 г.

## Шефы полка
- 17.01.1799 — 30.05.1800 — полковник (с 04.07.1799 генерал-майор) Шишков, Дмитрий Семёнович
- 30.05.1800 — 01.10.1803 — полковник Корницкий, Александр Степанович
- 12.10.1803 — 18.01.1812 — полковник Загорский, Тимофей Дмитриевич
- 12.03.1812 — 01.09.1814 — полковник (с 21.11.1812 генерал-майор) Вуич, Николай Васильевич

## Командиры полка
- 17.05.1797 — 17.01.1799 — подполковник (с 09.04.1798 полковник) Шишков, Дмитрий Семёнович
- 06.05.1799 — 07.12.1800 — майор (с 28.05.1800 подполковник) Юрлов, Афиноген
- 01.03.1801 — 01.03.1807 — майор Лео, Мартын
- 01.03.1807 — 12.05.1809 — майор Курбатов
- 12.05.1809 — 12.06.1812 — майор Эмбахтин, Андрей Григорьевич
- 01.07.1812 — 04.09.1813 — майор Пригара, Павел Иванович 2-й
- 04.09.1813 — 01.06.1815 — подполковник Царьев, Максим Осипович
- 01.06.1815 — 28.02.1817 — подполковник (с 30.08.1816 полковник) Гладышев, Евграф Иванович
- 28.02.1817 — 19.02.1820 — полковник Свечин, Алексей Александрович 2-й
- 08.03.1820 — 06.12.1827 — полковник Батурин, Сергей Герасимович 1-й